# Zincaluminite
La zincaluminite (simbolo IMA: Zna) è un minerale del supergruppo dell'idrotalcite e del gruppo della glaucocerinite, appartenente alla famiglia dei "solfati, cromati, molibdati e tungstati" con composizione chimica Zn6Al6(SO4)2(OH)16 • 5(H2O).
Il minerale è considerato questionable, cioè in fase di discussione, perché il suo gruppo spaziale è sconosciuto e anche il suo sistema cristallino non è ben definito; inoltre l'analisi a microscopio elettronico a scansione e spettroscopia EDS della polvere di zincaluminite proveniente da Letmathe (nel circondario della Marca in Germania) sembra indicare che il minerale in realtà sia brianyoungite.

## Etimologia e storia
Il nome è una crasi tra i suoi componenti: zinco, alluminio e per via della sua somiglianza con l'aluminite.
Il campione tipo è conservato presso il Museo nazionale di storia naturale di Francia a Parigi con il numero di catalogo 96.1432

## Classificazione
La nona edizione della sistematica dei minerali di Strunz, aggiornata dall'IMA fino al 2009, elenca la zincaluminite nella classe "7. Solfati (selenati, tellurati, cromati, molibdati, tungstati)" e da lì nella sottoclasse "7.D Solfati (selenati, ecc.) con anioni aggiuntivi, con H2O"; questa è ulteriormente suddivisa in base alla dimensione dei cationi coinvolti e alla struttura cristallina, in modo tale che la zincaluminite risulti classificata nella sezione "7.DD Con soltanto cationi di media dimensione; strati di ottaedri che condividono uno spigolo", dove forma il sistema nº 7.DD.35 insieme a carrboydite, honessite, motukoreaite, nikischerite, shigaite, zincowoodwardite, glaucocerinite, woodwardite, idrohonessite, mountkeithite, natroglaucocerinite, wermlandite e idrowoodwardite.
La zincaluminite mantiene la stessa classificazione anche nell'edizione successiva, continuata dal database "mindat.org" e chiamata anche Classificazione Strunz-mindat.
Anche nella Sistematica dei lapis (Lapis-Systematik) di Stefan Weiß la zincaluminite si trova nella classe dei "solfati, cromati, molibdati e tungstati" e da lì nella sottoclasse dei "solfati idrati, con anioni estranei" dove è elencata nella sezione nº VI/D.08 "con cationi di medie dimensioni".
Nell'elenco dei minerali secondo Dana la zincaluminite si trova nella classe dei "solfati idrati contenenti idrossile o alogeno" e nella sottoclasse dei "solfati idrati con idrossile o alogeno con (A+B2+)6(XO4)Zq • x(H2O)" dove è l'unico membro della sezione nº 31.2.3.

## Abito cristallino
La zincaluminite cristallizza nel sistema esagonale od ortorombico in un gruppo spaziale al momento sconosciuto; anche i parametri reticolari non sono stati determinati.

## Origine e giacitura
La zincaluminite si forma come un raro minerale secondario nelle zone di ossidazione delle miniere di argento-zinco; la si trova associata a smithsonite, aurichalcite, hydrozincite, serpierite, cianotrichite, azurite, cuproadamite, agardite-(La), calcite, crisocolla e gibbsite.
La zincaluminite è una formazione minerale rara e quindi è stata rinvenuta in poche località: nel circondario della Marca e ad Aquisgrana (in Renania Settentrionale-Vestfalia, Germania); a Lavreotiki, nell'Attica (Grecia); nel distretto minerario di Wilson, nella contea di Lyon, nel Nevada (Stati Uniti).